# Rozalin (Lusówko)
Rozalin – część wsi Lusówko, położonej w województwie wielkopolskim, w powiecie poznańskim, w gminie Tarnowo Podgórne.
W latach 1975–1998 Lusówko, a wraz z nim Rozalin, administracyjnie należało do województwa poznańskiego.